# Kamikura-jinja
Le Kamikura-jinja (神倉神社) est un sanctuaire shinto situé à Shingū (préfecture de Wakayama), sur le flanc du mont Gongen. Il fait partie des routes du pèlerinage de Kumano.

## Légende
Selon la légende, lorsqu'elles sont descendues du ciel, les divinités de Kumano ont atterri sur le rocher Gotobiki (ゴトビキ岩, Gotobiki-iwa) qui est devenu l'objet du sanctuaire.

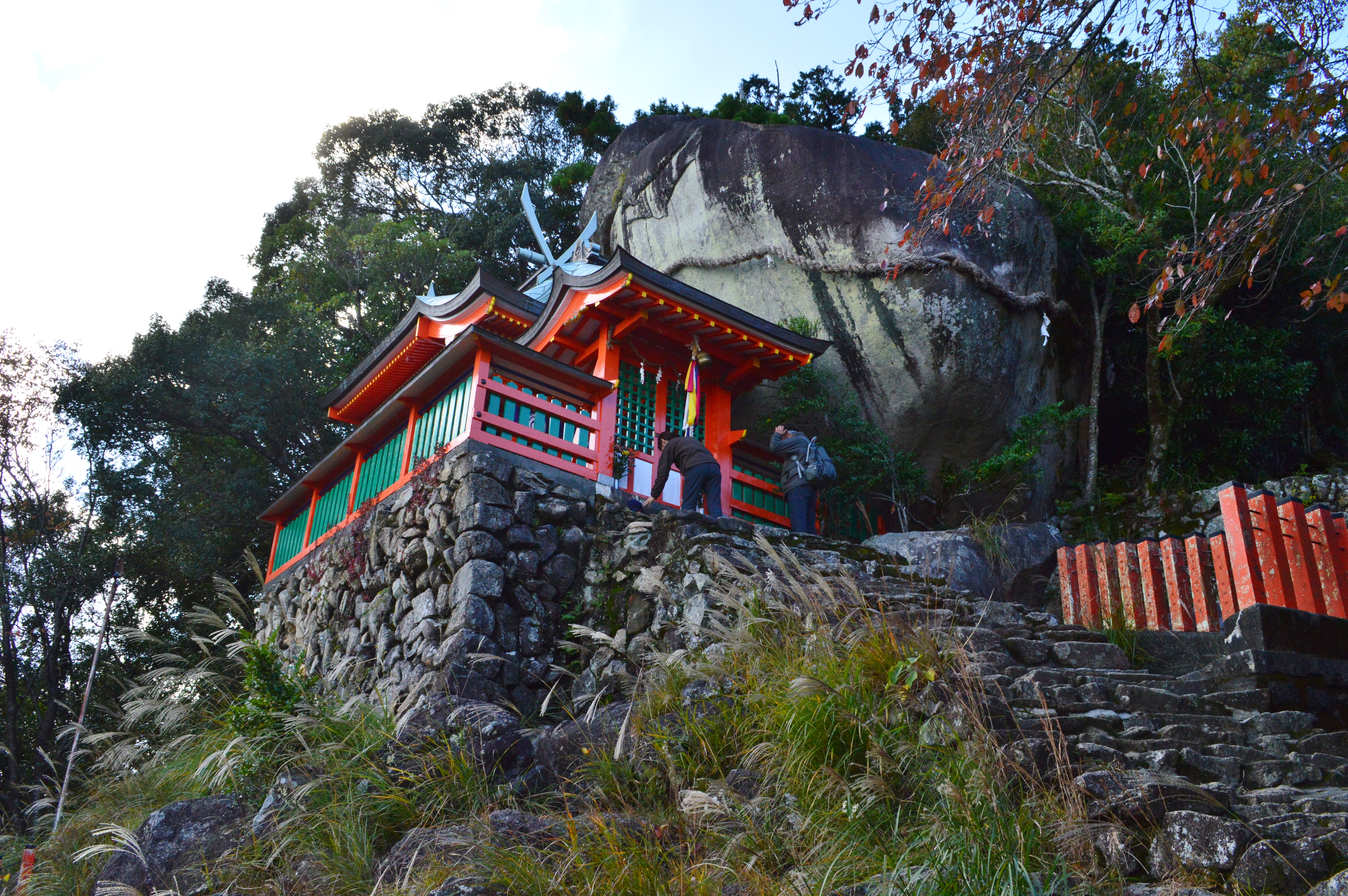
Le rocher Gotobiki.

## Organisation spatiale
Un escalier raide de 538 marches irrégulières en pierre mène au sanctuaire et au rocher sacré. À la base de celui-ci se trouve un petit bâtiment. Le sanctuaire offre une belle vue de la baie de Shingū.

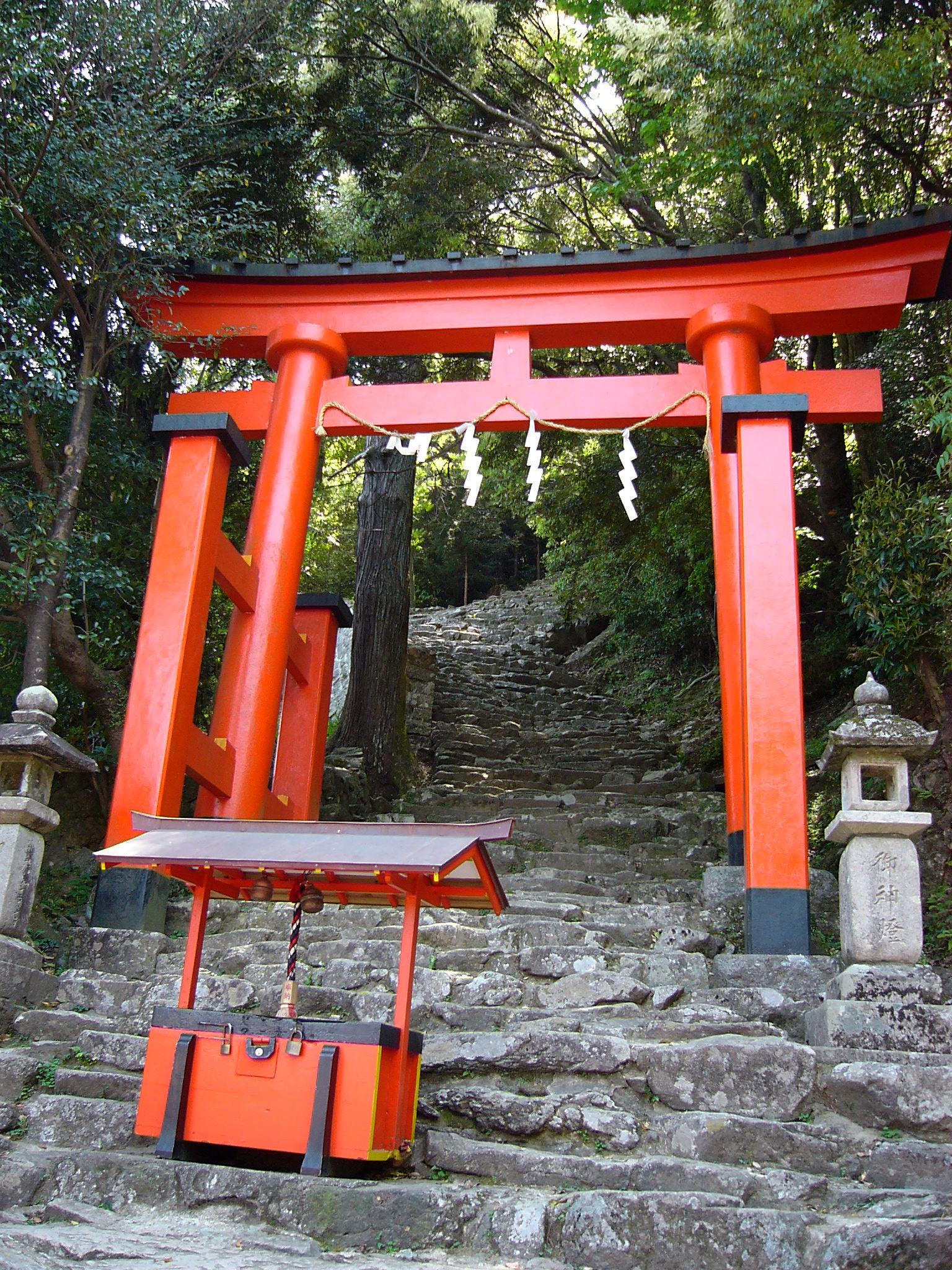
Entrée de l'escalier menant au rocher.
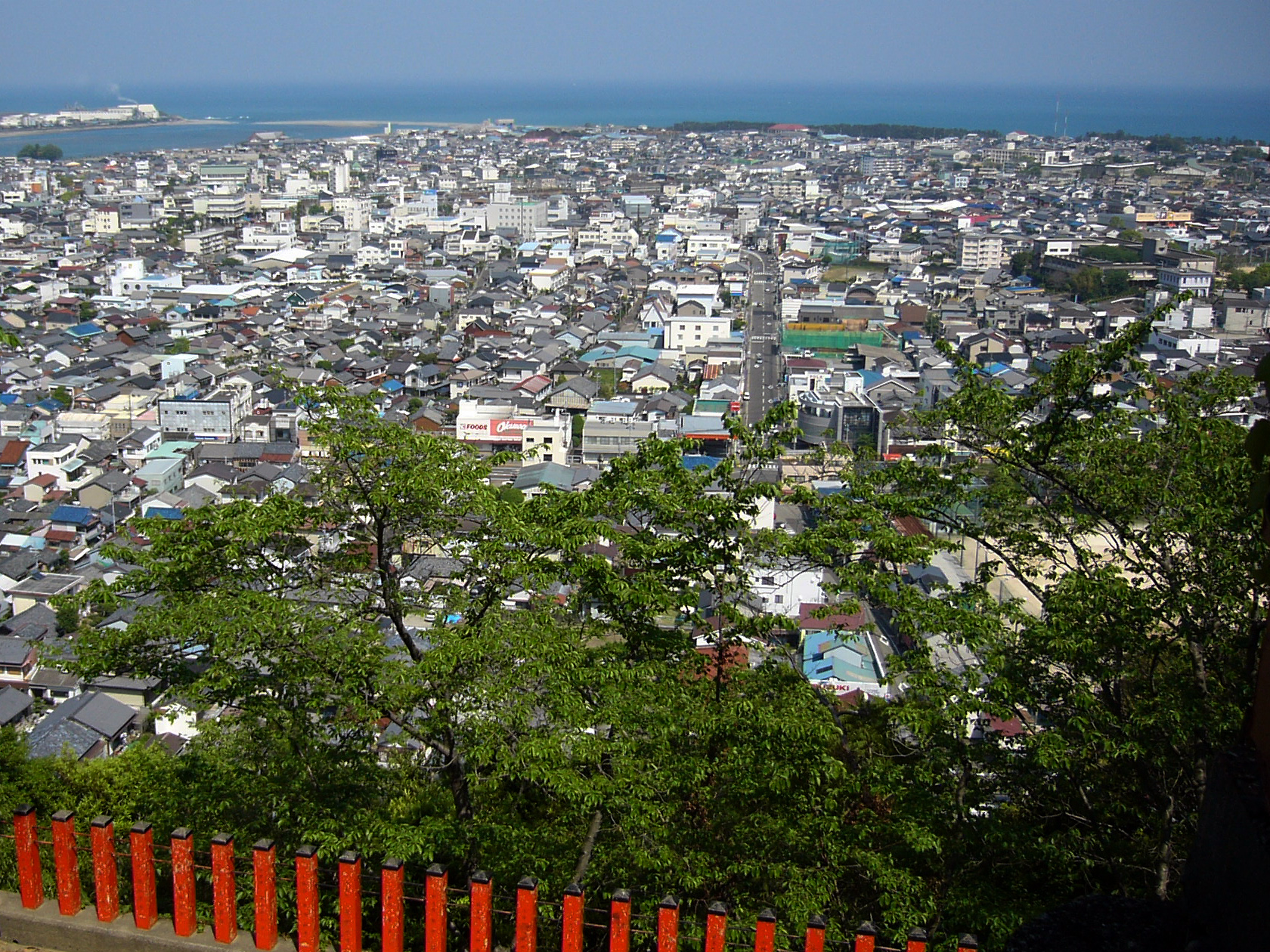
Vue sur la baie de Shingū.

## Festival
L'Oto matsuri (お燈祭り) se tient dans le sanctuaire chaque 6 février. Environ deux mille hommes, tous habillés de blanc, descendent rapidement l'escalier du sanctuaire en portant des torches enflammées. D’après une chanson traditionnelle, cela donne l'impression qu'un dragon descend de la montagne.
Le festival est un rite de purification, accompagné de prières pour une bonne récolte. La montagne est interdite aux femmes le jour du festival. Ses participants ne mangent que des aliments blancs le 6 février.
Le festival a été désigné par le gouvernement japonais comme bien culturel folklorique intangible important en 2016. Il aurait commencé vers 600 ap. J.-C..

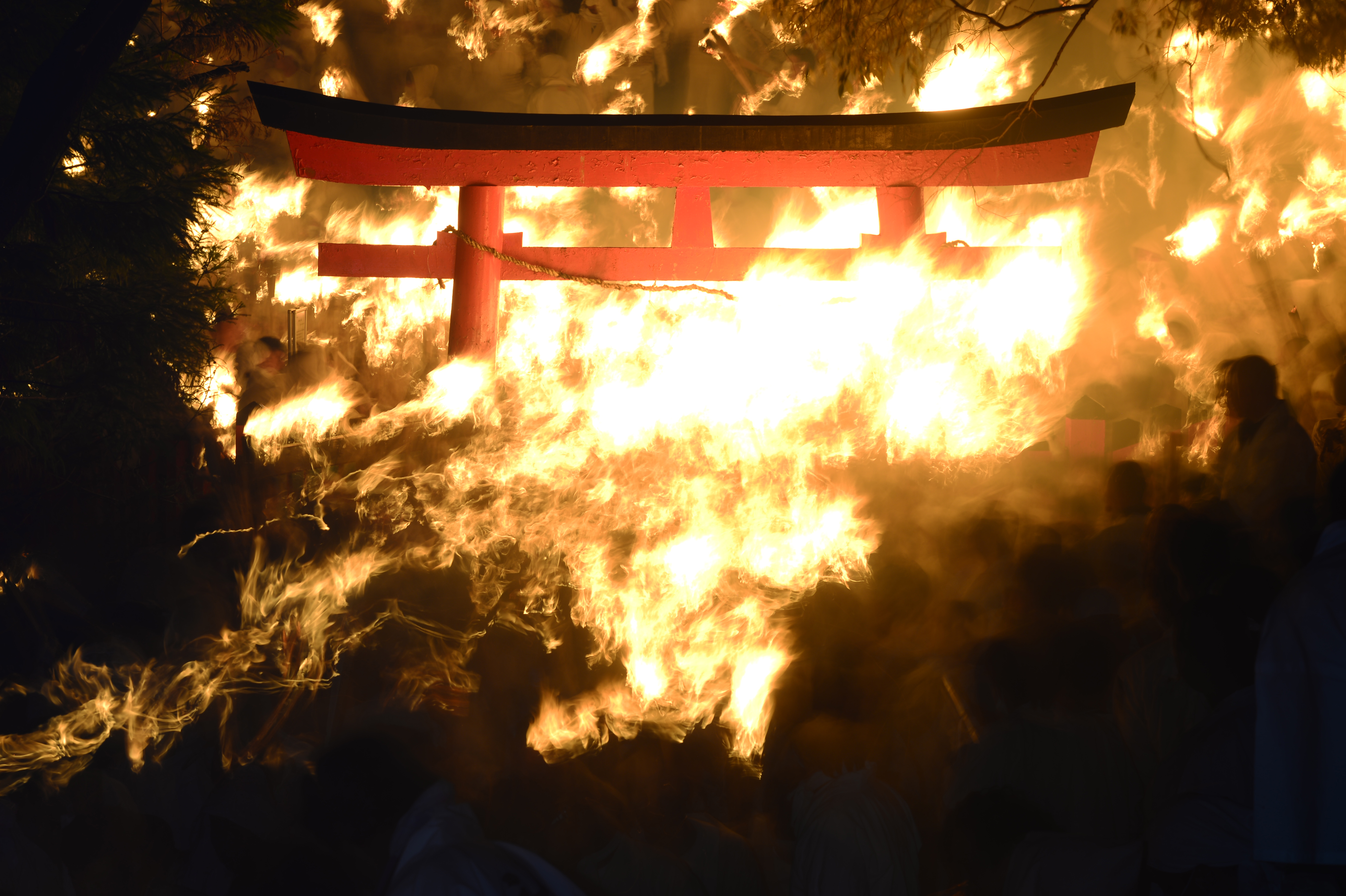
Torii du sanctuaire lors du Oto matsuri.
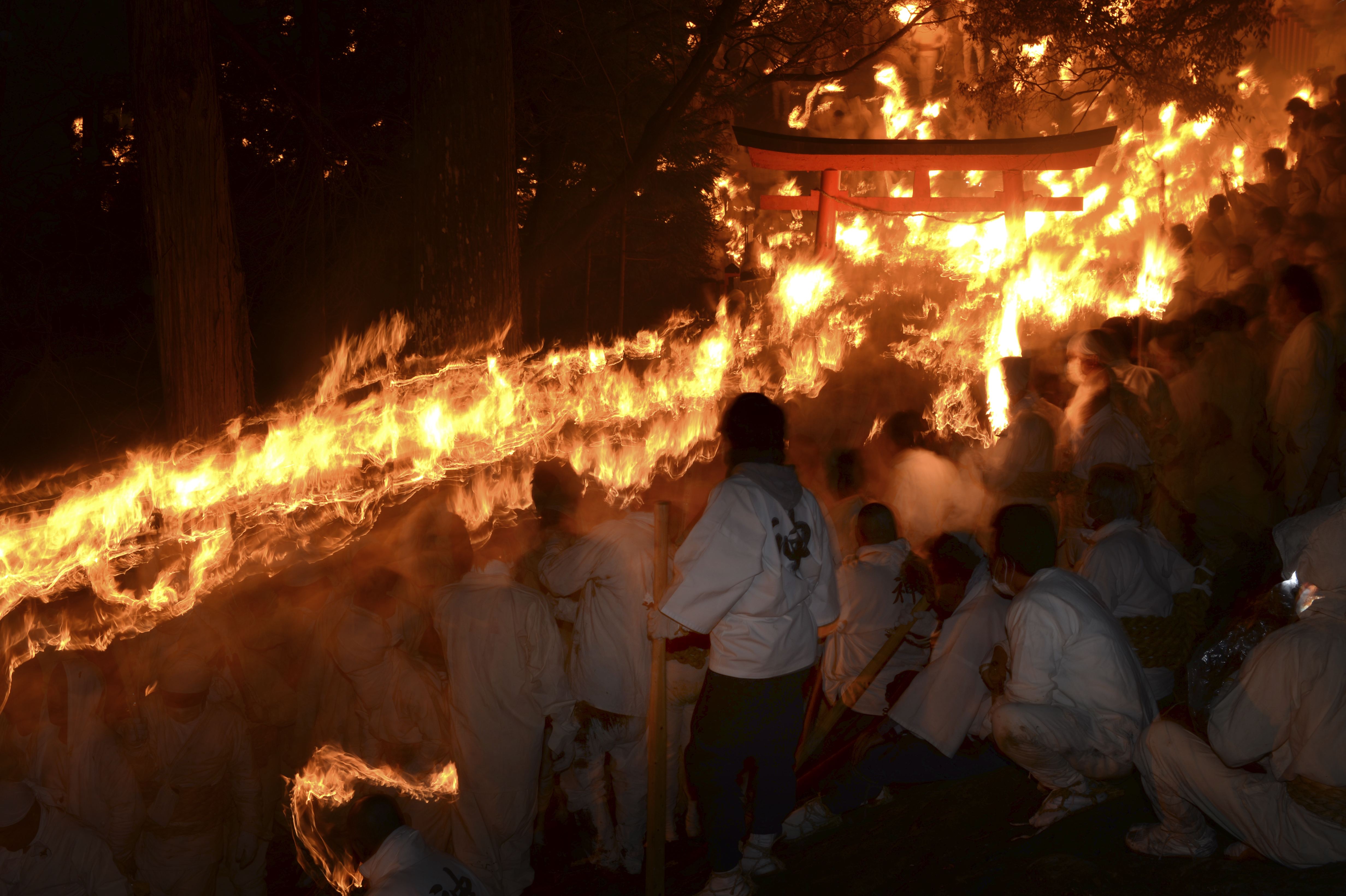
Le dragon de feu du Oto matsuri.